# Rožnov
Obec Rožnov (německy Roschnow) se nachází v okrese Náchod v Královéhradeckém kraji. Žije zde 383 obyvatel. Obec se nachází 5 km západně od Jaroměře, 16 km jižně od Dvora Králové a 19 km severně od Hradce Králové.

## Části obce
- Rožnov
- Neznášov

## Historie
První písemná zmínka o obci pochází z roku 1387.